# دهستان هنام
هنام، دهستانی از توابع بخش مرکزی شهرستان سلسله در استان لرستان ایران است، شامل روستاهای سیاهپوش،علی آباد،عادل آباد،بردبل، کرم الهی،فرج الهی،نورالهی،میرزاآباد،جعفرآباد،خسروآباد، مشهدی حسین،شیرآباد،حسین بیگی،کل و دولتشاهی، کلاهیل،یاری آباد،چهارتخته،جهان آباد،سراب هنام،لمدر، پرسک علیا و سفلی و اسپژ می باشد.

## جمعیت
براساس سرشماری سال ۱۳۸۵ جمعیت آن ۶٬۷۸۸ نفر (۱٬۵۰۴ خانوار) بوده‌است.